# Albaniens ministerråd
Ministerrådet (på albanska Këshilli i Ministrave) är den utövande makten i Albanien. Ordförande för rådet (premiärministern) väljs av presidenten. Rådets ministrar nomineras av presidenten på premiärministerns rekommendation. Parlamentet godkänner till slut rådets ministersammansättning. Ministerrådet har ansvar för att utföra både inrikes- och utrikespolitik. Det styr och kontrollerar ministrarnas och statsorganens aktiviteter.